# Tmaň
Tmaň – gmina w Czechach, w powiecie Beroun, w kraju środkowoczeskim. Według danych z dnia 1 stycznia 2013 liczyła 1 090 mieszkańców.